# Martín Góngora
Martín Góngora, vollständiger Name Martín Andrés Góngora Milán, (* 27. Juni 1980 in Paysandú) ist ein uruguayischer Fußballtrainer und ehemaliger Fußballspieler.

## Karriere

### Als Spieler
Der 1,90 Meter große Torhüter Góngora gehörte zu Beginn seiner Karriere von der Apertura 2000 bis ins Torneo Clasificatorio 2004 dem Kader des seinerzeitigen Erstligisten Bella Vista an. Mindestens in der Apertura 2003 kam er dort zu zwei Erstligaeinsätzen. Von der Apertura 2005 bis einschließlich der Clausura 2006 spielte er für den Club Guaraní aus der paraguayischen Hauptstadt Asunción. Das Jahr 2007 verbrachte er in Reihen des uruguayischen Erstligisten Danubio FC und gewann dort in der Rolle des Ersatztorhüters für Stammtorwart Esteban Conde den Landesmeistertitel der Spielzeit 2006/07. In der Clausura 2008 folgte eine Karrierestation bei Miramar Misiones. Anschließend wird er in der Saison 2008/09 als Spieler des in Las Piedras beheimateten Erstligisten Juventud geführt. Zur Apertura 2009 wechselte er ins benachbarte Montevideo zum Ligakonkurrenten Racing, für den er in der Spielzeit 2009/10 siebenmal in der Primera División auflief. Zur Saison 2010/11 schloss er sich dem Erstligaaufsteiger und Zweitligameister der vorangegangenen Spielzeit El Tanque Sisley an. Dort avancierte er zum Stammtorhüter und bestritt 28 Erstligaspiele. Für die anschließende Clausura 2011 liegen keine Einsatzdaten vor. Im Dezember 2011 wechselte er zum brasilianischen Klub EC Pelotas. Während seines dortigen, Ende Juli 2012 endenden Engagements bestritt er sechs Begegnungen im Gaucho 1. Für die Saison 2012/13 schloss er sich zum zweiten Mal in seiner Profikarriere Miramar Misiones an. In der Spielzeit 2013/14 setzte er seine Karriere erneut beim Erstligisten Juventud fort. Bis zu seinem Abgang am Saisonende stehen 15 Erstligaeinsätze für ihn zu Buche. Bis Ende Januar 2015 hütete er sodann in 17 Ligapartien im Torneo Federal A beim argentinischen Verein CA Mitre das Tor. Anschließend wurde im Februar 2015 zunächst der von Julio César Baldivieso trainierte bolivianische Verein Universitario de Sucre in der LFPB als sein neuer Arbeitgeber geführt. Seit Mitte März 2015 steht er allerdings in Reihen des argentinischen Klubs Gimnasia Concepción, für den er bis zu seinem Ende in dem Klub 87 Ligaspiele bestritt. Nachdem er den Klub 2020 verlassen hatte, kam erst im Juni 2022 zu einem dreimonatigen Intermezzo beim Paysandú FC.

### Als Trainer
Im Juni 2023 wurde er Torwarttrainer bei Gimnasia Concepción.
In einem Umkreis von 100 Kilometern um seine Heimatstadt Paysandú betreibt Góngora mehrere kleine Torwartschulen in Uruguay und Argentinien.

## Erfolge
- Uruguayischer Meister: 2006/07